# Tokumei Sentai Go-Busters
 (avril 2020).
Gokaigers Kyoryugers
Tokumei Sentai Go-Busters (特命戦隊ゴーバスターズ, Tokumei Sentai Gō-Basutāzu, littéralement Go-Busters, l'escadron en mission) est une série télévisée japonaise du genre sentai, qui sera diffusée le 26 février 2012 sur  TV Asahi. Le générique de début sera Busters Ready Go ! par Hideyuki Takahashi (Project.R) et celui de fin sera Kizuna, Go-Busters par Nazo no Shin UNIT STA☆MEN.
Bandai étant mécontent du faible chiffre d'affaires des produits dérivés, la série Go-Busters n'a pas eu d'adaptation américaine sous le nom de Power Rangers tout de suite après Mega Force, au profit de Power Rangers : Dino Charge. Chip Lynn, un des réalisateurs de la série, est un grand fan de Go-Busters et a avoué dans une interview qu'il aimerait beaucoup faire une adaptation américaine de la série.
Finalement, annoncé durant le New York Toy Fair 2018 le 17 février de cette année-là, la série aura son adaptation sous le nom de Power Rangers : Beast Morphers en 2019.

## Scénario
Il y a 13 ans, un programme virus fut créé accidentellement et détraqua l'ordinateur principal du Bureau d'Administration d’Énergie, transportant le bâtiment dans une autre dimension et l’humanité a obtenu une étrange énergie appelée Enetron.

À notre époque, l'Enetron est devenue une source d'énergie indispensable, mais le virus, depuis l'autre dimension, commence à envahir la Terre. Les seuls qui peuvent s'y opposer sont trois enfants qui se sont échappés du bâtiment à l'époque.

Avec l'aide de leur Buddyloids et grâce aux capacités surhumaines qu'ils ont obtenues, ils combattent les Vaglass.

## Personnages

### Go-Busters
| Acteur           | Personnage      | Senshi        | Motif               | Buster Machines                              |
| ---------------- | --------------- | ------------- | ------------------- | -------------------------------------------- |
| Katsuhiro Suzuki | Hiromu Sakurada | Red Buster    | Guépard             | CB-01 Cheetah/Go-Busters Ace ; Tategami Lion |
| Ryoma Baba       | Ryuji Iwasaki   | Blue Buster   | Gorille             | GT-02 Gorilla                                |
| Arisa Komiya     | Yoko Usami      | Yellow Buster | Lapin               | RH-03 Rabbit                                 |
| Hiroya Matsumoto | Masato Jin      | Beet Buster   | Scarabée Rhinocéros | BC-04 Beetle                                 |
| Yuuichi Nakamura | Beet J. Stag    | Stag Buster   | Lucane cerf-volant  | SJ-05 Stag                                   |

#### Hiromu Sakurada
Hiromu Sakura a 20 ans ; c'est un combattant hors pair qui rejoint l'équipe de Go-Busters très tardivement. Il est discipliné, sérieux, dédié à la cause de l'EMC, mais il ne possède pas de fibre sociale ; il peut manquer facilement de tact et blesser les gens. Son père a disparu 13 ans plus tôt lors de l'incident du Centre de Recherche, se sacrifiant pour sauver la vie de ses deux enfants.
Au combat, il se transforme en Red Buster et peut augmenter grandement sa vitesse, encore plus sous forme Powered Custom grâce à laquelle il peut terminer par son coup final Volcanic Attack.
Son point faible est les poulets : il lui suffit d'en voir un, même en photo, pour qu'il soit paralysé de terreur pendant de longues minutes.
Son buddyloïde est Nick Cheetah.

#### Ryuji Iwasaki
Ryuji Iwasaki est le plus âgé des Go-Busters, il a 28 ans . Il était déjà adolescent lors de l'incident du Centre de Recherche. De ce fait, il se considère plus comme un grand frère qui surveille Hiromi et Yoko, laissant derrière son rêve de devenir ingénieur pour qu'ils puissent exaucer le leur, à savoir libérer leurs parents encore prisonnier de la sous-dimension. Il est plutôt réservé, calme et compatissant, préférant calmer les ardeurs de ses cadets.
Au combat, il se transforme en Blue Buster, possède une puissance phénoménale qui peut être encore augmentée sous forme Powered Custom grâce à laquelle il peut achever un adversaire par son coup final Gorilla Punch.
Son point faible est de surchauffer : il devient encore plus puissant mais ne fait plus de discernement entre ses alliés et ses ennemis. Ironiquement, ceci peut être un avantage indéniable s'il affronte uniquement un adversaire et que ses alliés ne sont pas présents.
Son buddyloïde est Gorisaki Banana. 

#### Yoko Usami
Yoko Usami est la plus jeune des Go-Busters âgée de 16 ans ; elle est colérique, impatiente et n'a pas sa langue dans la poche. Elle ne voit pas d'un bon œil Hiromu, le pensant inutile pour l'équipe, jusqu'à ce qu'elle se souvienne de la promesse qu'ils ont faite, juste après l'incident du Centre de Recherche, alors qu'elle n'avait que 3 ans. Elle ne prend pas au sérieux ses études, en particulier ses cours d'anglais - préférant s'en remettre à Ryuji qui maîtrise mieux cette langue - et se défile facilement devant son buddyloïde, Usada, qui ne cesse de la sermonner.
Au combat, elle se transforme en Yellow Buster et possède une agilité hors norme, pouvant effectuer des sauts de très grande ampleur, encore plus accentués sous forme Powered Custom, grâce à laquelle elle peut achever un adversaire par son coup final Rabbit Kick.
Son point faible est le manque soudain d'énergie si elle n'a pas assez de sucre, s'effondrant immédiatement dès cette limite atteinte ; il s'agit du point faible le plus simple à gérer, bien qu'elle oublie souvent de partir en mission avec une friandise ou une barre chocolatée.
Son buddyloïde est Usada Lettuce.

#### Masato Jin
Jin Masato est un ingénieur excentrique et indépendant. Il était dans le Centre de Recherche durant l'incident, mais pour une raison que l'on ignore, a réussi à sortir du monde réel. En réalité, à l'instar d'Enter ou Escape, sa représentation terrienne est un avatar, projetée à l'aide de J, sa propre création. Bien qu'il ait 40 ans, sa représentation physique en a 27, ce qui fait de Ryuji le responsable de l'équipe de par son âge. Il est plutôt immature et agit de son propre chef, intervenant uniquement dans le but d'aider les Go-Busters initiaux à vaincre Messiah. De ce fait, il a créé la tenue de combat de Beet Buster. 
Son buddyloïde est Beet J. Stag.

### Buddyloïdes
Les Buddyloïdes, mot-valise entre Buddy ("pote" en anglais) et androïde, sont des robots doués d'intelligence créés afin d'assister les Go-Busters. Ils ont de nombreux avantages, tels que télétransport, vaccin contre les métavirus, mais surtout servent de copilotes dans les Buster Machines, dans lesquelles leur tête complète le cockpit et permet de piloter le véhicule. Leur intelligence leur permet de compléter leur propriétaire, comme Nick qui est de bon conseil pour aider Hiromu à être plus sociable. Leurs données peuvent servir à fabriquer un nouveau Custom Visors pour créer une armure, le Powered Custom, qui amplifie les qualités physiques de leur porteur ; à l'exception de Beet J. Stag qui a lui tout seul peut se transformer en Stag Buster. Depuis l'annonce des Ranger Keys spécifiques aux Buddlroïds, en décembre 2012, ils sont considérés comme des Bangai Heroes (à l'exception de Beet J. Stag, qui a bien une clé pour sa forme buddyloïdes, mais qui est considéré comme un vrai senshi).

#### Cheetah Nick
Cheetah Nick est le buddyloïde de Hiromu ; il a une apparence de guépard, d'où son prénom (Cheetah signifie guépard en anglais). Il peut se métamorphoser en moto ce qui permet à Hiromu de se déplacer plus rapidement. Son apparence quasi-humaine lui permet de mieux assister Hiromu, notamment si celui-ci est paralysé lorsqu'il voit un poulet.

#### Gorisaki Banana
Gorisaki Banana est le buddyloïde de Ryuji ; il a une apparence de gorille. Il s'inquiète toujours pour Ryuji, trouvant toujours le moyen de l'assister. Cependant, leur relation est spéciale, dans le sens où Ryuji était déjà adolescent lors de l'incident du Centre de Recherche ; celui-ci se sent donc beaucoup plus autonome. Gorisaki se sent donc délaissé et exclu de ne pas avoir les mêmes relations que Nick/Hiromu ou Usada/Ryoko. Ce n'est qu'après s'être interposé dans une bataille que Ryuji comprend le chagrin de Gorisaki et le force à parler un peu plus de son ressenti.

#### Usada Lettuce
Usada Lettuce est le buddyloïde de Yoko, il a une apparence de lapin et n'est pas humanoïde. Il se sent pleinement responsable et sermonne sans cesse Yoko pour son comportement infantile. Bien qu'ils se disputent souvent et boudent, ils finissent par se réconcilier.

#### Beet J. Stag
Beet J. Stag, qui insiste pour qu'on l'appelle "J", est le buddyloïde créé par Jin. Il a été envoyé sur Terre et est présent pour servir d'ancrage pour l'avatar de Jin, et pour la logistique des Buster Machines.
Au combat, il peut se transformer en Stag Buster, et est alors très complémentaire avec Jin. Il a alors la mauvaise habitude de se placer devant Jin lorsque celui-ci veut provoquer son adversaire.

#### Ene-tan
Un buddyloïd Grenouille apparu pour la première fois dans "Go-Busters, le film : Protegez La Tour Enetron de Tokyo". Il est également apparu dans l'épisode 44 et dans "Go-Busters VS Gokaiger".

### Alliés des Go-Busters

#### Takeshi Kuroki
Takeshi Kurori, à l'âge de 40 ans, est le commandant de l'unité des opérations spéciales ; il est assisté de Morishita et Nakamura, et prend les décisions sur les différentes missions. Il possède un tempérament grave et garde son sang-froid même devant des attaques répétées. Il possède une large expérience sur le Centre de Recherche et sur les actions de Vaglass. Il coordonne la défense lors de l'apparition des metaloïdes et des zords. Il fut l'assistant du père de Hiromu et le partenaire de Jin.

#### Toru Morishita
Opérateur pour l'unité des opérations spéciales. C'est un jeune homme calme.

#### Miho Nakamura
Opératrice pour l'unité des opérations spéciales. Elle est tout juste embauchée et connaît donc peu les Go-Busters. Elle surveille les pics d'activité d'Enetron, pouvant détecter la présence de metaloïde et estimer la date d'arriver d'un megazord.

#### Doubutsu Sentai Go-Busters (動物戦隊ゴーバスターズ Dōbutsu Sentai Gōbasutāzu)
Il s'agit d'une version alternatif des Tokumei Sentai Go-Busters. Cela montre comment serait les Go-Busters si l'incident de Messiah, 13 ans avant, n'avait pas eu lieu. Ils apparaissent dans «Tokumei Sentai Go-Busters VS Doubutsu Sentai Go-Busters»
| Acteur           | Personnage      | Senshi             | Motif               | Titre                  |
| ---------------- | --------------- | ------------------ | ------------------- | ---------------------- |
| Katsuhiro Suzuki | Hiromu Sakurada | Red Cheetah        | Guépard             | Le chasseur terrestre  |
| Ryoma Baba       | Ryuji Iwasaki   | Blue Gorilla       | Gorille             | Le guerrier des bois   |
| Arisa Komiya     | Yoko Usami      | Yellow Rabbit      | Lapin               | La sauteuse des champs |
| Hiroya Matsumoto | Masato Jin      | Gold Beet          | Scarabée Rhinocéros | Le leader des arbres   |
| Yuuichi Nakamura | Beet J. Stag    | Silver Stag        | Lucane cerf-volant  | Le buveur de sève      |
| Hideo Sakaki     | Takeshi Kuroki  | Black Puma         | Puma                | Le marcheur nocturne   |
| Risa Yoshiki     | Rika Sakurada   | Pink Cat           | Chat                | -                      |
| Tatsuhisa Suzuki | Atsushi Domyoji | Green Hippopotamus | Hippopotame         | Le nageur des marais   |

Il y a des différences avec les originaux (veillez noter que le film est à un moment présenté comme une rétrospective d'une série imaginaire nommée « Doubutsu Sentai Go-Busters » avec des extraits d'épisodes qui n'ont jamais existé) :
- La base des Go-Busters se trouve dans un lycée agricole avec sa propre animalerie.
- Hiromu est un jeune professeur de lycée.
- Yoko est une étudiante qui suit un régime stricte en légumes.
- L'équipe commence directement par 5. Et ils utilisent Go-Buster Oh dès le début.
- Leur attaque spéciale est le « Go-Busters Ball », inspirée des attaques spéciales de Goranger et Sun Vulcan.
- Rika est la sœur de Hiromu dans cette réalité. Elle participe également au combat final de la réalité « Dobutsu Sentai Go-Busters ».
- Atsushi est en fait un sixième ranger qui intervient dans « l'épisode 15 » et meurt dans « l'épisode 37 ». Il était inspiré de Dragon Ranger au sens où c'est un sixième ranger de couleur verte et qu'il meurt durant la saison. Il créa aussi une référence à Jetman, avec un triangle amoureux entre lui, Yoko et Hiromu.
- Takeshi Kuroki devient un ranger noir dans cette réalité, dans « l'épisode 38 ». Il contrôle Tategami Lion. Son rôle est équivalent à ceux de Big One des JAKQ et à Deka Master des Dekaranger. Ses poses sont aussi très semblables à Battle Kenya (Battle Fever J) et VulPanther (Sun Vulcan). Mais il ne participe pas au combat final de la réalité « Dobutsu Sentai Go-Busters ».
- L'équipe a un Power Up différent de la vrai équipe Go-Busters.
- Les morceaux de faux épisodes se nomment : « Épisode 5 : Le grand saut », « Épisode 15 : La Tempête verte souffle », « Épisode 28 : Amie ? Ennemie ? La mystérieuse Femme Fatale ! », « Épisode 37 : Adieu, Tempête verte », « Épisode 38 : Nouveau Pouvoir ! Le Guerrier Noire ! » et « Épisode 49 : Dobutsu Sentai ! Jusqu'à la fin ! ».

### Ennemis des Go-Busters
Vaglass est l'organisation maléfique née du centre de recherche sur l'Enetron.

#### Messiah
Messiah est l'entité maléfique qui a été créée lorsque le centre de recherche se télétransporta dans l'autre dimension. Son plan consiste à prendre forme pour venir envahir la Terre par le biais d'une brèche ; pour cela il a besoin d'Enetron et laisse cette charge à ses deux avatars Enter et Escape, qui eux-mêmes font appel aux Metaloïdes et aux Megazords.
Il ne possède pas de corps au début de la série, mais finit par prendre forme. Il est inspiré de Zordon des Power Rangers Mighty Morphin, Zeo, Turbo et In Space sauf que Messiah est un crâne et non une tête comme Zordon .
Les avatars sont créés en réalité par le biais de traits de caractères et de souvenirs de personnes ayant été capturés dans l'autre dimension 13 ans plus tôt.

#### Enter
Enter est un  avatar  de Messiah, une représentation physique à la fois dans l'autre dimension et sur Terre. Son rôle consiste essentiellement à créer des plans pour voler de l'Enetron. Pour cela, il utilise un ordinateur portable et infecte un objet de la vie courante d'un metavirus, afin de lui donner vie. Il pourra invoquer alors un metaloïde, puis quelques minutes après un Megazord.
Enter possède une nature très condescendante et suave, se déplaçant de manière presque théâtrale. Il ponctue ses phrases de locutions en français, notamment « Très bien » ou le très connu « Ca va ? [Go-Busters] » lorsque ces derniers arrivent à l'endroit où il perpétue un méfait. Bien qu'étant un général tactique, il sait également se battre et utilise des fils électriques issus de ses manches qu'il utilise comme des tentacules. Fait uniquement de données, son entité physique peut être recréée si elle est détruite.
Au bout d'une trentaine d'épisodes, il peut se transformer en Enter Unite, un avatar à l'aspect robotique de couleur orange, puis dans les 2 derniers épisode, il peut se transformer en Kuro Red Buster, un senshi maléfique de couleur brun rouge foncée créer à partir de Hiromu.

#### Escape
À la suite des échecs répétés d'Enter, Messiah créée un second  avatar, féminin, du nom d'Escape. Celle-ci est plus impulsive et semble beaucoup plus portée sur le résultat direct, là où Enter préfère l'espionnage et le sabotage. Elle manifeste une affiliation plus familiale envers son créateur, qu'elle appelle Papa. Elle possède donc une rivalité envers Enter, qu'elle contient lorsqu'il s'agit de s'unir à lui pour le même plan : satisfaire Messiah.
Elle crée des Métaloïdes par le biais d'une tablette tactile. Elle se bat grâce à ses deux pistolets, Gog et Magog.
Au bout d'une trentaine d'épisodes, elle peut se transformer en Escape Evolve, un avatar à l'aspect robotique de couleur violet. Dans les derniers épisodes, elle peut absorber des êtres organiques, comme des plantes ou des animaux.

#### Buglers
Les Buglers sont l'infanterie de base de Vaglass. Ils servent essentiellement de chair à canon dont laquelle les Go-Busters se débarrassent facilement.

#### Metaloïdes
Mot-valise entre métal et androïde, les Metaloïdes sont des créatures créées à partir de fragment de données de Messiah et un objet de la vie courante. Enter ou Escape prend soin de trouver un objet dont la fonction dans la vie de tous les jours est le plus proche de celle voulue par le virus infecté. Ainsi, une gomme pourra créer un Métaloïde capable d'effacer des données, un tuba pourra créer un son lourd et ainsi de suite. 
Le Metaloïde a deux fonctions : il sert de repère pour qu'un Megazord arrive sur Terre ; ses capacités martiales peuvent permettre de contenir les Go-Busters, les obligeant souvent à se séparer pour affronter le Megazord qui peut arriver à tout moment. Les Metaloïdes de Escape sont beaucoup plus violents et leur rôle est moins indirect que ceux d'Enter ; ils s'en prennent alors directement aux humains. Ceux d'Enter ont souvent un but tactique précis et leurs objectifs sont moins agressifs.

#### Megazords
Les Megazords sont des robots géants issus du centre de recherche, infectés par Messiah pour obéir à ses ordres. Ils sont destinés à venir sur Terre grâce aux Metaloïdes et s'attaquer aux réserves d'Enetron, qu'ils peuvent siphonner pour alimenter Messiah. Ils possèdent des attributs et des pouvoirs similaires aux Metaloïdes qu'ils ont marqués.
- Type Alpha : ce sont les Megazords rapides et assistés de Bugzords, l'aviation de Vaglass.
- Type Bêta : ce sont les Megazords plus puissants.
- Type Gamma : ce sont les Megazords le plus polyvalents.
- Type Delta : créé à partir des brevets volés par Enter, il s'agit d'une copie de CB-04, le Megazord de Jin. À l'instar de son original, c'est un Megazord très puissant et polyvalant.
- Type Epsilon : un seul type Epsilon est à dénombrer, il s'agit du Megazord personnel d'Enter.

#### C-Rex
- Rhino Doubler

#### Autres
- Basco ta Jolokia

## Équipements
Morphin' Brace : Ce bracelet permet au Go-Busters de revêtir leur Buster Gear avec l'option « It's Morphin' Time » puis en criant « Let's Morphin' ! » les lunettes du bracelet s'incrustent aux casques. Avec l'option « Call Mode », ils peuvent se contacter entre eux, les Buddyloid et le Centre de Commandement. Enfin l'option « It's Time for Buster » permet de concentrer l'Enetron dans l'arme.

Transpod : Elle permet d'acheminer aux Go-Buster leur armes.

 Morphin' Blaster : Ce téléphone permet à Masato et Beet J. Stag de se transformer respectivement en Beet Buster et Stag Buster.

### Armes
Michigan Buster : C'est un pistolet maquillé en appareil-photo/caméra. En mode appareil-photo/caméra, elles peuvent suivre les mouvements d'Enetron 
Logan Blade : C'est une épée maquillée en jumelles. Les deux epées peuvent se combiner pour effectuer une puissante attaque qui fait « It's Time for Special Buster » au lieu de « It's Time for Buster ». 
DriBlade : C'est l'épée de Beet Buster et Stag Buster, lorsqu'ils concentrent l'Enetron dedans elle fait "Boost Up for Buster". Elle devient le volant du cockpit de leur MegaZord. 

## Buster Machines
Véhicules qui peuvent posséder une forme "civile" (Buster Vehicle) ou animale, ils ont une dénomination. Chacun de ses véhicules appartient à un Go-Buster, peut être assisté par un buddyloïde et peut se combiner pour former un megazord.
- CB-01 Cheetah (CB pour Cheetah Bike, Moto Guépard) est le véhicule de Red Buster. Nick sert de volant, ses oreilles formant un guidon. Sous forme civile il s'agit d'une automobile puissante, sous forme animale un guépard encore plus rapide. CB-01 est la seule machine à pouvoir se transformer en megazord avant 'larrivée de BC-04.
- GT-02 Gorilla (GT pour Gorilla Truck, Camion Gorille) est le véhicule de Blue Buster. Le visage de Gorisaki sert de volant. Sous forme civile il s'agit d'un camion pouvant faire le transport d'Enetron ; en forme animale c'est un puissant gorille qui peut lancer des missiles sous forme de bananes.
- RH-03 Rabbit (RH pour Rabbit Helicopter, Hélicoptère Lapin) est le véhicule de Yellow Buster. Les oreilles de Usada servent de levier. Sous forme civile c'est un hélicoptère équipé de mitrailleuses. Sous forme animale, un lapin qui saute haut.
- BC-04 Beetle (BC pour Beet Crane, Grue Scarabée) est le véhicule de Jin, dont il est le créateur. Enter a cependant réussi à voler les brevets et a donc pu reproduire par rétro-ingénierie des copies de ce véhicule.
- SJ-05 Stag (SJ pour Stag Jet, Jet Lucane) est le véhicule de Beet J. Stag, conçu par Jin. Sous forme civile c'est un avion, sous forme animale il peut voler l'Enetron de ses adversaires.
- FS-0O Frog (FS pour Frog Submarine, Sous-marin Grenouille) est un véhicule autonome. Sous forme sous-marin, il navigue sous l'eau, sous forme animale, il peut sauter comme une grenouille et tirer des missiles. Il peut se combiner au Go-BustersOh à la place de RH-03.
- Tategami Lion : Unique Buddyzord, il dispose de sa propre conscience et porte le nom de LT-06 (comme Lion Trike) ; il a été conçu par le professeur Hazuki. La fille du professeur Hazuki était persuadée qu'il avait été créé pour se battre contre les Go-Busters, mais il démontra le contraire : il peut se combiner avec les Buster Vehicles. Il dispose de trois formes : véhicule, animale et megazord. Sous forme véhicule, c'est un tricycle motorisé, capable de se déplacer sur tous les terrains. Sous forme animale, c'est un lion capable de défaire un megazord avec ses griffes et ses crocs, ainsi que son rayon d'énergie, et que CB-01 peut monter. Il peut également avoir une forme Megazord.

## Megazords
Les megazords sont des robots humanoïdes, aussi bien utilisés par les Go-Busters que Vaglass.
- Go-Buster Ace : Megazord créé depuis CB-01, il est équipé d'une épée (Buster Sword) qui peut détruire un adversaire si elle se charge d'Enetron.
- Go-Buster Ace Stag Custom : Combinaison de CB-01 et SJ-05
- Go-Buster Oh : Combinaison de CB-01, GT-02 et RH-03, il faut quelques secondes pour les Go-Busters pour se synchroniser puisque le champ d'energie généré ne les protège pas assez longtemps des ennemis. Son arme est le Boost Buster Sword, une épée composée de Buster Sword et des pales de RH-03. Dans Super Hero Taisen, Kamen Rider Fourze utilise les Super Switch 1 Rocket & 3 Drill sur Go-Buster Oh. Dans "Go-Busters, le film : Protégez la Tour Enetron de Tokyo", et l'épisode 44 de Go-Busters, FS-0O se combine avec le Go-Buster Oh à la place de RH-03, les pales de RH-03 sont remplacés par l'hélice pour avancer sous l'eau de FS-0O.
- Go-Buster Beet : Megazord créé depuis BC-04, il peut être équipé de deux pistolet ou deux épées. Il peut également étendre l'un de ses bras pour frapper son adversaire ou servir de rampe de lancement pour SJ-05.
- Buster Hercules : Megazord créé depuis BC-04 et SJ-05.
- Great Go-Buster : Combinaison de CB-01, GT-02, RH-03, BC-04 et SJ-05, il est spécialisé pour se battre dans la sous-dimension. De ce fait, il est monté directement à l'EMC et lancé une fois complété.
- Go-Buster Lion : Combinaison de LT-06, GT-02 et RH-03, il est contrôlé par l'intelligence artificielle et instinctive de Tategami Lion, bien qu'il puisse utiliser le Boost Buster Sword et le champ d'énergie.
- Go-Buster King : Combinaison de LT-06, GT-02, RH-03, BC-04 et SJ-05, il est encore plus puissant que Great Go-Buster, car il possède à la fois la puissance brute de LT-06 et peut se transformer sur le terrain.

## Épisodes
Mission 1 : Groupe de Travail Spécial Mission, Rassemblement !

Mission 2 : Une Promesse Faite il y a 13 Ans.

Mission 3 : GT-02 : Assemblage !!

Mission 4 : Mission Spéciale et Détermination.

Mission 5 : Dangereux Saccage Fiévreux.

Mission 6 : Combinaison ! Go-Buster Oh.

Mission 7 : Ace est en Maintenance ?!

Mission 8 : Protégez les Plans !

Movie 1 : Super Hero Taisen

Mission 9 : La Stratégie de Récupération d'Usada !

Mission 10 : La Raison Pour Laquelle Nous Combatons.

Mission 11 : Le Point Faible Ciblé.

Mission 12 : Vous Aimez Les Déguisements ?

Mission 13 : Vacances Surprises.

Mission 14 : Ça va ? Opération de Sauvetage.

Mission 15 : Le Guerrier Doré et le Buddy Argentée.

Mission 16 : L'Homme de l'Hyper-Espace.

Mission 17 : Son nom est Go-Buster Beet.

Mission 18 : Activité de coopération à 3000 mètres sous terre.

Mission 19 : Ma combinaison ! Go-Buster Hercules !

Mission 20 : Les Cinq Ensemble ! Great Go-Buster !

Mission 21 : Adieu, Blue Buster…

Mission 22 : La belle avatar : Escape

Mission 23 : Les intentions des héritiers

Movie 2 : Protegez La Tour Enetron de Tokyo

Mission 24 : Un très bon festival d'été

Mission 25 : Poursuivre le mystère des Avatars

Mission 26 : Ennemie minuscule ! SOS dans la salle de contrôle !

Mission 27 : Hors contrôle ! S'échapper du labyrinthe !

Mission 28 : Danger : Méfiez-vous des poulets

Mission 29 : Entrez dans l'Hyper-Espace

Mission 30 : Arrêtez Messiah !

Mission 31 : Le shérif de l'espace X-Or apparaît !

Mission 32 : Une équipe d'amitié avec X-Or !

Mission 33 : Transmutation! Powered Custom

Mission 34 : Beet Buster est un ennemie ?

Mission 35 : TategaMi RaiOh! Rugit!

Mission 36 : Go-Busters Lioh Gaklin

Mission 37 : Les mariées en blanc et noir

Mission 38 : Évènement ! Le combat à mort d’Ace

Mission 39 : Coup final ! Le poing de Messiah !

Mission 40 : Couvrir J et le Messiahloid !

Mission 41 : La voleuse fantôme, Pink Buster !!

Movie 3 : Go-Busters VS Gokaiger

Mission 42 : Attaque dans le Megazord !

Mission 43 : La détermination de Noël

Mission 44 : La veille de Noël - Il est temps de finir notre mission

Movie 4 : Tokumei Sentai Go-Busters VS Dobutsu Sentai Go-Busters

Mission 45 : Bonne Année ! Le retour d'un petit ennemi redoutable

Mission 46 : Surchauffe pour une nouvelle harmonie

Mission 47 : Reset et Sauvegarde

Mission 48 : Réglage du piège

Mission 49 : Résolutions et décisions

Mission Final : Une obligation éternelle

Movie 5 : Super Hero Taisen Z

## Films
- Gokaiger vs Gavan

Dans ce film les Go-Buster feront une brève apparition et empêcheront Basco de s'emparer du Gokai Galleon pendant que les Gokaiger sont à la Prison Makuu pour libérer Gavan.
- Kamen Rider X Super Sentai : Super Hero Taisen

Dans ce film, les Go-Busters s'allieront avec Kamen Rider Fourze pour arrêter la guerre déclenchée par Gokai Red de Gokaiger et Kamen Rider Decade. Il utiliserons les Super Switch 1 Rocket & 3 Drill avec Go-Buster Oh.
- Protegez La Tour Enetron de Tokyo

Le Go-Busters doivent protéger la Tour Enetron de Tokyo contre l'organisation maléfique Vaglass. Toutefois la nouvelle création de Enter, Steamloid provoque la rouille sur les Buddyloïds, les rendant incapables de se battre ou être utilisés dans les Buster Machines.
Dans ce film les Go-Buster utiliseront le FS-0O Frog.
- Go-Busters VS Gokaiger

Après une lourde défaite sur la planète-mère de Zangyack, les Gokaiger rejoignent le mal et retournent sur Terre pour voler, avec l'aide de Zangyack et de Vaglass, les pouvoirs des Super Sentai, ainsi que 5 mystérieuses clés perdues dans le passé. Pour sauver la situation, les Go-Busters, avec l'aide de Navi, l'ancien compagnon des Gokaiger, doivent remonter le temps, à l'ère Edo du Japon, en Grèce au XVIe siècle, en France au début du XIXe siècle et à l'âge des dinosaures pour retrouver les clés. L'équipe de la 37e saison, Zyuden Sentai Kyoryuger, fera également une apparition.
- Kamen Rider X Super Sentai X Uchuu Keiji : Super Hero Taisen Z

Les Go-Busters aideront Gavan Type-G et Kamen Rider Wizard, mais aussi les Kyoryuger, Kamen Rider Fourze, X-Or, ainsi que tous les Kamen Rider, Super Sentai, Shérifs de l'espace et autres Metal Heroes, à vaincre Space Shocker, une organisation qui utilise la magie de l'espace. Dans ce film, Yoko et Usada auront un rôle important, ils devront s'occuper de Psychoron, un robot en forme de sphère tombé du ciel que Space Shocker veut avoir à tout prix.

## Jeu vidéo
Tokumei Sentai Go-Busters a été adapté en jeu vidéo sur Nintendo DS en 2012.